# Poison Girls
I Poison Girls erano un gruppo anarcho punk britannico.

## Storia del gruppo
I Poison Girls si formarono a Brighton, nel Regno Unito, nel 1976, prima di spostarsi ad Essex, vicino alla Dial House, la casa/comune del gruppo anarcho punk Crass, gruppo a cui i Poison Girls sono stati vicini per numerosi anni suonando in più di 100 concerti assieme.
La cantante e chitarrista, Vi Subversa, già oltrepassata la quarantina, creò un suo gruppo ispirata dai due figli, che si erano uniti ad un gruppo punk. I Poison Girls gravitavano attorno all'orbita dei Crass, di cui condividevano le sonorità e lo stile diretto, nonché le tematiche altamente politicizzate.  
La iniziale formazione dei Poison Girls includeva anche: Lance D'Boyle (batteria); Richard Famous (chitarra/voce); Nil (basso/violino elettrico); e Bernhardt Rebours (basso/piano).
I testi parlano di sessualità e ruoli dei due sessi, di solito da una prospettiva anarchica.

## Discografia

### Album in studio
- 1980 - Chappaquidick Bridge (Crass Records)
- 1982 - Where's the Pleasure? (X-N-Trix)
- 1985 - Songs of Praise

### Album dal vivo
- 1981 - Total Exposure (X-N-Trix)

### Raccolte
- 1984 - Seven Year Scratch (X-N-Trix, album doppio composto da un disco registrato in studio e un disco registrato dal vivo)
- 1995 - Real Woman
- 1995 - Statement: The Complete Recordings 1977-1989 (Cooking Vinyl, box set di 4 CD con booklet comprendente testi e storia del gruppo)
- 1997 - Their Finest Moments
- 1998 - Poisonous

### Singoli, EP, split
- 1979 - Closed Shop/Piano Lessons (X-N-Trix Records, singolo split 12" con i Fatal Microbes)
- 1979 - Hex (X-N-Trix, singolo ristampato da Crass Records nel 1981)
- 1980 - Persons Unknown (Crass Records, singolo split con i Crass per una raccolta fondi per un centro anarchico)
- 1981 - All Systems Go! (Crass Records, singolo)
- 1983 - One Good Reason (Illuminated Records, singolo)
- 1983 - Are You Happy Now? (Illuminated Records, singolo)
- 1984 - I'm Not A Real Woman (X-N-Trix, singolo)
- 1985 - The Price of Grain and the Price of Blood (EP)